# عماد اليوسف
عماد اليوسف ممثل سعودي ولد في 28 نوفمبر 1962. قدم العديد من الأعمال.

## أعماله

### في التلفزيون
- 2006: طاش ما طاش 14.
- 2006: اسوار.
- 2006: أبو شلاخ البرمائي.
- 2007: عمشة بنت عماش.
- 2007: طاش ما طاش 15.
- 2008: وشوشة.
- 2008: برنامج وسع صدرك.
- 2008: فيلم مناحي.
- 2008: مزنة آند فاميلي.
- 2008: عمشة في ديرة النسوان.
- 2008: جاري يا حمودة.
- 2008: الشبح.
- 2009: فيلم لا شيء يستحق.
- 2009: بيني وبينك 3.
- 2010: وش وشة.
- 2010: شيكات.
- 2010: فيلم الخطأ الكبير.
- 2011: مباشر ولكن.
- 2011: غشمشم 6.
- 2011: عميان.
- 2011: خريف العمر.
- 2011: الشبح.
- 2012: كلام الناس.
- 2012: رسوم متحركة طيش عيال.
- 2013: كلام الناس 2.
- 2013: فيلم ذكريات سوداء.
- 2013: أنت طالق.
- 2014: عندما يزهر الخريف.
- 2015: حصاد الزمن.
- 2016: مستر كاش.
- 2021: عندما يكتمل القمر. - الجزء الثاني
- 2021: وش تبي بس

شباب البومب

## روابط خارجية
- عماد اليوسف على موقع قاعدة بيانات الأفلام العربية